# Felice de Nooyer

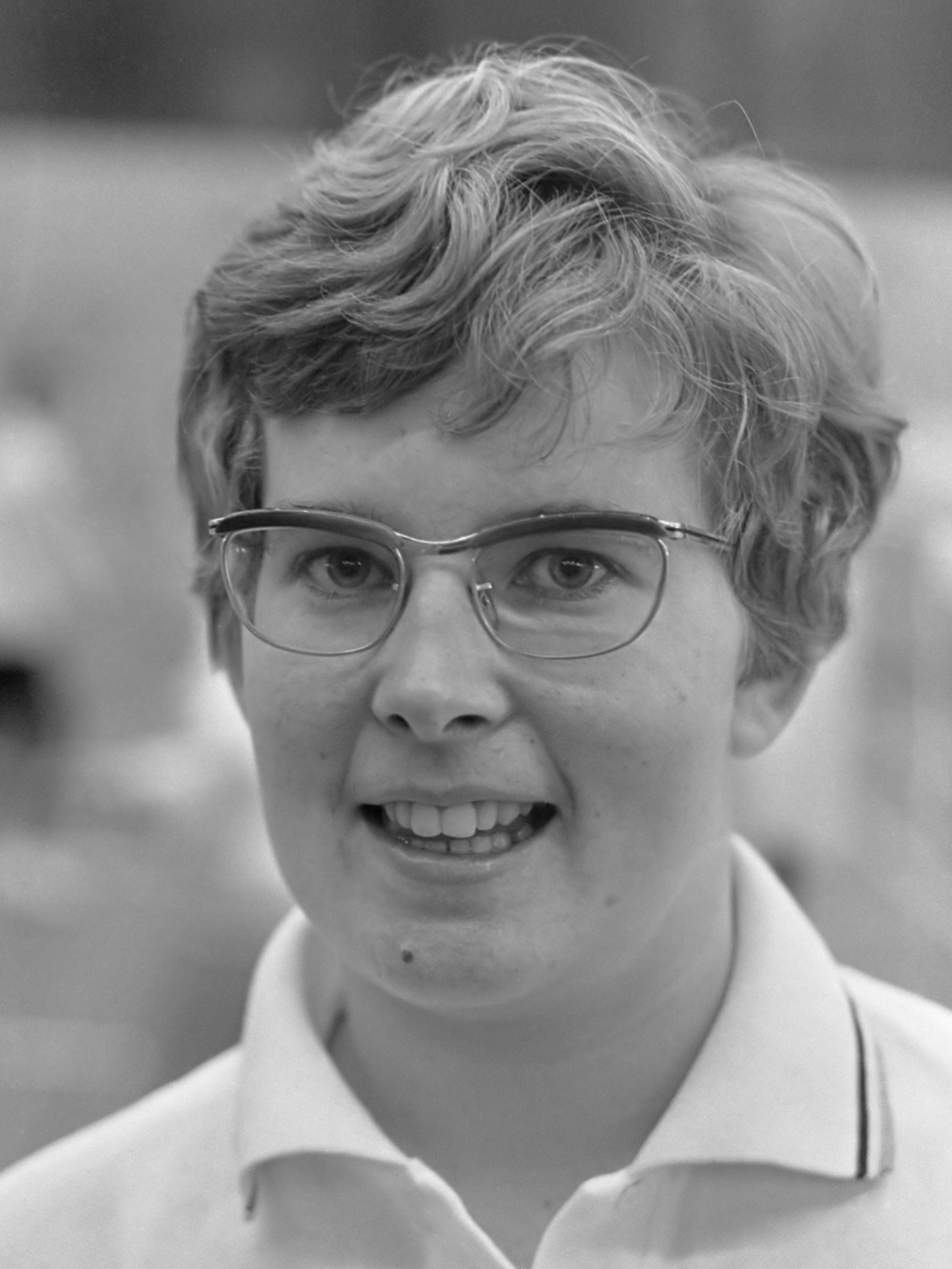
Felice de Nooyer (1968)

Felice de Nooyer (* um 1945) ist eine niederländische Badmintonspielerin. 

## Karriere
Felice de Nooyer siegte 1966 erstmals bei den nationalen Titelkämpfen in den Niederlanden, wobei sie die Mixedkonkurrenz für sich entscheiden konnte. Weitere Titelgewinne folgten 1967, 1970 und 1971. 1968 nahm sie an den Badminton-Europameisterschaften teil. 1971 siegte sie bei den Belgian International.

## Sportliche Erfolge
| Saison | Veranstaltung                      | Disziplin   | Platz | Name                                 |
| ------ | ---------------------------------- | ----------- | ----- | ------------------------------------ |
| 1966   | Niederlande: Einzelmeisterschaften | Mixed       | 1     | Ruud van Ginneken / Felice de Nooyer |
| 1967   | Niederlande: Einzelmeisterschaften | Mixed       | 1     | Ruud van Ginneken / Felice de Nooyer |
| 1967   | Niederlande: Einzelmeisterschaften | Dameneinzel | 1     | Felice de Nooyer                     |
| 1969   | Niederlande: Einzelmeisterschaften | Damendoppel | 1     | Joke van Beusekom / Felice de Nooyer |
| 1970   | Niederlande: Einzelmeisterschaften | Mixed       | 1     | Ruud van Ginneken / Felice de Nooyer |
| 1971   | Niederlande: Einzelmeisterschaften | Mixed       | 1     | Ruud van Ginneken / Felice de Nooyer |
| 1971   | Niederlande: Einzelmeisterschaften | Damendoppel | 1     | Joke van Beusekom / Felice de Nooyer |